# Neope bhima
Neope bhima är en fjärilsart som beskrevs av Marshall 1880. Neope bhima ingår i släktet Neope och familjen praktfjärilar. Inga underarter finns listade i Catalogue of Life.